# Écardenville-la-Campagne
Écardenville-la-Campagne település Franciaországban, Eure megyében. Lakosainak száma 446 fő (2022. január 1.). Écardenville-la-Campagne Bray, Combon, Épreville-près-le-Neubourg, Rouge-Perriers, Villez-sur-le-Neubourg és Thibouville községekkel határos.

## Népesség
A település népességének változása:
| Lakosok száma | 343  | 321  | 327  | 382  | 476  | 473  | 473  | 474  | 465  | 446  |
|               | 1968 | 1982 | 1990 | 2006 | 2013 | 2015 | 2017 | 2019 | 2020 | 2022 |